# Onelki García
Onelki García Speck (né le 2 août 1989 à Guantánamo, Cuba) est un lanceur gaucher de la Ligue majeure de baseball.

## Carrière
Onelki García évolue pour l'équipe de Guantánamo en Serie Nacional cubaine. En trois saisons, de 2008 à 2010, le lanceur gaucher remporte 12 victoires contre 12 défaites avec une moyenne de points mérités de 4,73. Il fait défection de Cuba le 16 août 2010, seize jours après son 21e anniversaire, à bord d'un bateau transportant une vingtaine de personnes. Arrivé à Cancún, au Mexique, à bord de cette embarcation, le jeune homme trouve ensuite refuge au Nicaragua, puis obtient un visa pour les États-Unis.
Éligible au repêchage de la Ligue majeure de baseball, García est drafté au 3e tour de sélection par les Dodgers de Los Angeles en 2012. Employé surtout comme lanceur de relève, le gaucher maintient une moyenne de points mérités de seulement 2,81 en 64 manches lancées en 2012 et 2013 pour des clubs-écoles des Dodgers. Il gradue rapidement au niveau Triple-A des ligues mineures et dès 2013 est aligné avec les Isotopes d'Albuquerque, club-école le plus élevé des Dodgers.
Il fait ses débuts dans le baseball majeur avec les Dodgers de Los Angeles le 11 septembre 2013. Il lance une manche et un tiers lors de trois sorties en relève en fin de saison.
Après une saison en ligues mineures, il est réclamé au ballottage le 20 novembre 2014 par les White Sox de Chicago.